# Polyscias maraisiana
Polyscias maraisiana é uma espécie de planta da família Araliaceae, endêmica em Maurícia.

## Sinônimos
- Gastonia elegans (W.Bull) Frodin
- Gastonia maraisiana Marais
- Terminalia elegans W.Bull